# Opistophthalmus pygmaeus
Espèce
Opistophthalmus pygmaeus est une espèce de scorpions de la famille des Scorpionidae.

## Distribution
Cette espèce vit au ǁKaras en Namibie, et dans la partie occidentale de l'Afrique du Sud.

## Publication originale
- Lamoral, 1979  : The scorpions of Namibia (Arachnida: Scorpionida). Annals of the Natal Museum, vol. 23, no 2, p. 497–784.